# Erich Sauther
Erich Sauther, również Erich Sautter (ur. 8 sierpnia 1905, zm. ?) – doktor medycyny oraz jeden z lekarzy obozowych w KL Auschwitz-Birkenau.

## Życiorys
Od października 1942 pracował w niemieckim obozie koncentracyjnym Auschwitz-Birkenau. Był dentystą w obozowym szpitalu SS.